# Stolzenhagen (Wandlitz)
Stolzenhagen è una frazione del comune tedesco di Wandlitz, nel Brandeburgo.

Conta (2007) 1 619 abitanti.

## Storia
Stolzenhagen fu nominata per la prima volta nel 1242.

Costituì un comune autonomo fino al 2003, quando venne aggregato al comune di Wandlitz.